# Route européenne 962
Pour les articles homonymes, voir E962 et Route 962.
La route européenne 962 est une route reliant Éleusis à Thèbes.